# Giovanni Battista de' Cavalieri
Pour les articles homonymes, voir Cavalieri.
Giovanni Battista de' Cavalieri, également connu sous le nom de Joannes Baptista (de) Cavalleri(i)s, est un graveur, dessinateur et éditeur italien, né vers 1525 à Villa Lagarina (principauté épiscopale de Trente) et mort le 23 juillet 1601, à Rome.

## Biographie
Il est actif à Venise puis à Rome de 1550 à 1590.
Cherchant à imiter le style d'Enea Vico, son œuvre comprend plus de 380 estampes dont la plupart reproduisent les ouvrages des grands maîtres italiens (Michel-Ange, Raphaël, Baccio Bandinelli, Polidoro da Caravaggio, Livio Agresti, Daniele da Volterra, Francesco Salviati, etc.) et portent le monogramme « CB ». Ses gravures incluent également le frontispice et les effigies des papes de l'ouvrage Le Vite de' Pontifici d'Antonio Ciccarelli.

## Estampes
- Urbis Romae aedificiorum illustrium quae supersunt reliquiae (Rome, 1569), suite d'après Giovanni Antonio Dosio
- Romanorum Imperatorum Effigies (Rome, 1583), suite de 154 portraits des empereurs romains
- Ecclesiae Anglicanae Trophaea (Rome, 1584), suite de 36 pièces d'après les fresques de Niccolò Circignani (Stonyhurst Collections, British Museum)
- Opera nel a quale vie molti Mostri de tute le parti del mondo antichi et moderni... (1585), suite[5]
- Les Animaux sortant de l'Arche, d'après Raphaël
- Moïse montrant au peuple les Tables de la Loi, d'après Raphaël
- La bataille de Constantin contre Maxence, d'après Raphaël
- Le massacre des Innocents, d'après Raphaël
- La conversion de S. Paul, d'après Michel-Ange
- Le Martyre de S. Pierre, d'après Michel-Ange
- Le Christ parmi les docteurs
- La Cène
- Suzanne et les vieillards, d'après Titien
- La Descente de Croix, d'après Daniele da Volterra
- La Vierge et l'Enfant sur des nuages, d'après Livio Agresti
- L'Érection de la croix, d'après Livio Agresti

## Commentaires
« C'était un artiste d'un mérite médiocre qui n'a presque jamais fait que des copies mais qui choisissait ordinairement fort bien les originaux à reproduire. Il tâchait d'imiter le style d'Énée Vico en particulier, mais sans pouvoir y atteindre. Son burin est facile mais négligé, les extrémités de ses figures sont mauvaises, et malgré une grande propreté d'exécution, ses estampes blessent les yeux par l'incorrection du dessin et le manque d'harmonie. »
— Alessandro Zanetti, Leopoldo Cicognara, Le Premier Siècle de la chalcographie ; ou, catalogue raisonné des estampes du cabinet de feu le Comte Léopold Cicognara (1837).